# Gautier Ophamil
Gautier Ophamil (en italien, Gualtiero Offamilio, en anglais Walter of (the) Mill) (né v. 1130 - mort en 1190 à Palerme) est un prélat du royaume de Sicile qui fut archevêque de Palerme de 1169 à 1190.

## Biographie
De par son nom, il a longtemps été considéré comme un Anglais ( « Walter of the Mill »), mais cette interprétation est maintenant rejetée. Le nom « Ophamil »  (ophamilius), viendrait de protofamiliaris, qui désignait un confident du roi.
Gautier Ophamil est d'abord le précepteur du jeune roi de Sicile Guillaume le Bon, et le doyen du chapitre d'Agrigente. Il est l'un des personnages clefs du gouvernement formé par la régente du royaume, la reine Marguerite de Sicile, mère du roi Guillaume, et l'un des personnages les plus puissants du règne de ce dernier.
Il est le fondateur de l'église du Saint-Esprit de Palerme, dite aussi « église des Vêpres », bâtie en dehors des murailles de la capitale normande entre 1177 et 1178, et est à l'origine de la reconstruction de la cathédrale de Palerme, commencée sous sa conduite en 1185.
Il meurt à Palerme en 1190.